# 石巻線
石巻線（いしのまきせん）は、宮城県遠田郡美里町の小牛田駅から同県牡鹿郡女川町の女川駅を結ぶ、東日本旅客鉄道（JR東日本）の鉄道路線（地方交通線）である。
ラインカラーはピンク（■）で、全線を東北本部が管轄している。IC乗車カード「Suica」は利用エリア外となっているが、小牛田駅・石巻駅を利用する場合に限り、Suicaを使用することができる特例が認められている。

## 歴史

### 開業の経緯
1892年（明治25年）、国が建設すべき鉄道路線を定めた鉄道敷設法が発布され、その中の奥羽線の部において「宮城県下仙台ヨリ山形県下天童若ハ宮城県下石ノ巻ヨリ小牛田ヲ経テ山形県下舟形町ニ至ル鉄道」が規定された。これは、現在の仙山線、石巻線、陸羽東線に当たる路線であるが、この時はいずれの区間も着工には至らなかった。このような状況の中、1894年（明治27年）に前谷地村の斎藤善右衛門ら216人が発起し、逓信大臣宛に「石巻鉄道株式会社及鉄道敷設申請書」を提出した。この石巻鉄道は、石巻を起点に、小牛田、古川、岩出山を経由して、玉造郡温泉村（鳴子）鍛冶谷沢まで鉄道の敷設を企図したものだった。当時、小牛田には現在の東北本線に当たる日本鉄道の小牛田駅が設置されていて、これとの連絡も考慮していた。この鉄道計画に対して1896年（明治29年）に仮免許が交付され、1897年（明治30年）に正式な敷設許可が出された。石巻、鹿又、和渕、涌谷、小牛田、古川、岩出山、下宮、鍛冶谷沢の9駅を、日本鉄道と同じ軌間1067ミリメートルの線路で結び、貨車、客車あわせて73両をもって運輸に当たる計画だった。しかし、日清戦争後の不況の影響で株金の払い込みが少なく、石巻鉄道は倒産した。
1909年（明治42年）になると、石巻と小牛田を軽便鉄道で結ぶ計画が持ち上がるが、これも実現はしなかった。1910年（明治43年）に鉄道敷設法が改正され、陸羽東線と陸羽西線の着工が決定されたが、石巻方面への鉄道敷設はこの時も将来的な計画路線として据え置かれた。計画上の沿線町村は政府に対して陳情を盛んに行ったが、当時の逓信大臣だった後藤新平は、北上川改修の審議があり鉄道敷設の見込みは当面ないとして、私設鉄道を勧めたという。こうした中で、1911年（明治44年）に実業家で当時貴族院議員だった荒井泰治が有志の働きかけに応える形で中心となり、仙北軽便鉄道株式会社が設立された。この鉄道会社は石巻と小牛田の間のみならず、築館から石越を経由して登米に至る、合わせて二つの路線を計画していた。この鉄道の敷設に対して、石巻町は線路および駅敷地を仙北軽便鉄道に寄付し、沿線の牡鹿郡、桃生郡、遠田郡からも、開業後に利益がでたり建設を中止したら還付するなどの条件付で、寄付金が寄せられた。石巻と小牛田の間の路線は、予算を大幅に超過する53万7717円をもって1912年（大正元年）に完成した。一方で資金不足のために築館と登米を結ぶ路線は着工されなかった。
開業時に設置された駅は、小牛田と石巻のほか、涌谷、前谷地、佳景山、鹿又である。車両の動力は蒸気機関で軌間は2フィート6インチの路線だった。石巻から小牛田の運賃は並等で30銭、または44銭とも伝わっている。1918年（大正7年）の時点で、仙北軽便鉄道は機関車4両、客車12両、貨車31両を保有していた。運行日数は1年のうち200日前後で、多くても300日にはならなかったという。鉄道事業として利益は上げていたものの、物価の上昇が会社の負担になった。

### 国有化後
開業後しばらくすると、軽便鉄道であるがゆえに、列車の速度が遅い事、貨物の積載量が少ない事、小牛田駅で東北本線と貨物の積み替えが必要な事が問題視されるようになり、1916年（大正5年）から石巻町が政府に対して国有化に向けた働きかけを行った。鉄道院は1919年（大正8年）に仙北軽便鉄道を買収し国有化、仙北軽便線と名を変えた。この後、仙北軽便線は軌間を1067ミリメートルに広げる工事を経て石巻線となる。
石巻線は石巻から女川まで延伸されることになるが、それ以前にこの地域には牡鹿軌道と金華山軌道という二つの鉄道会社が存在した。牡鹿軌道は北上川東岸の石巻湊と渡波を結ぶ馬車鉄道として1915年（大正4年）に開業したが経営状態が悪く、1924年（大正13年）に新会社の金華山軌道が牡鹿軌道を吸収してこれの資産や営業権を引き継いだ。1926年（大正15年）に金華山軌道は渡波から女川まで路線を延伸し、石巻と女川を結ぶ路線となった。一方、1922年（大正11年）の鉄道敷設法で「宮城県松島ヨリ石巻ヲ経テ女川ニ至ル鉄道」が規定され、これに伴って石巻町や女川町は連携して石巻線の女川延伸の早期着工を政府に働きかけた。松島と石巻の間は宮城電気鉄道が敷設される予定だった事からこの区間の着工は見送られ、石巻から女川までの部分が着工された。路線延伸工事は1936年（昭和11年）に始まって1939年（昭和14年）に完成した。これに合わせて金華山軌道は廃止された。女川への延伸にあたって、石巻から渡波の間を、内陸の稲井を経由するか、金華山軌道と同じように海沿いを通すかで問題になった。結局、鉄道大臣らが現地視察した結果、稲井を経由することになり、こうして小牛田から女川に至る現在の石巻線のルートが出来上がった。1937年（昭和12年）2月22日には女川トンネルの建設現場で落盤が発生。14人が行方不明となったが、2日後までに13人が救出、1人の死亡が確認されている。
1953年（昭和28年）、まばらだった石巻線の運輸形態を改善するために、8両のキハ45000形（キハ17形）気動車が投入された。同年12月15日に小牛田駅で祝賀が行われ、翌16日からこの新型車両は走り始めた。1954年（昭和29年）に8両がさらに増備され、石巻線の定期旅客列車は全て気動車で運行されることになった。

### 東日本大震災以後
2011年3月11日に発生した東北地方太平洋沖地震（東日本大震災）では、地震や津波の被害を受け、全線にわたり不通となった。同年5月19日までに小牛田駅 - 石巻駅間、2012年3月17日には石巻駅 - 渡波駅間、2013年3月16日には渡波駅 - 浦宿駅間が復旧した。残る浦宿駅 - 女川駅間は軌道の損傷や女川駅の駅舎消失により長期不通となり、同区間にてバス代行輸送が行われていたが、2015年3月21日に復旧した。
JR東日本は被災した路線について「線路の位置変更も考えていくことになる」との考えで、現在の線路よりも内陸部への移設も視野に入れているため復旧には時間がかかることを明らかにし、特に被害が大きかった女川駅を内陸側に移設することが検討された。
2012年3月5日には、被害の大きかった女川駅を除く渡波駅 - 浦宿駅間を2013年度初頭を目処に復旧させるとJR東日本から発表され、同年12月21日には翌年3月16日に予定されるJRグループダイヤ改正に合わせて同区間を復旧させることが正式に発表された。
2013年1月24日のJR東日本仙台支社長定例記者会見では、浦宿駅 - 女川駅間の復旧時期は明言を避け、女川町が要望する2015年度の復旧について「技術的に可能かどうか、町側と検討する」としていた。そして2月1日に女川駅を150 m内陸側に移設し、かさ上げした上で浦宿駅 - 女川駅間（距離は2.5 kmから2.3 kmに短縮）を復旧させることで女川町とJR東日本との間で覚書を締結した。
東日本大震災では仙石線も高城町駅 - 矢本駅間が長期運休となり、2011年12月から石巻線および東北本線経由で石巻駅 - 仙台駅間直通の臨時快速が設定された。当初は仙台行の片道のみだったが、2012年1月からは石巻行も設定されている。この臨時快速は同年3月17日のダイヤ改正で「直通快速」として定期化された（「#運行形態」節も参照）。2015年5月30日の仙石線全線運転再開に伴い、同年5月29日限りで運転を終了した。
また、宮城県や石巻市、女川町より、仙台と石巻を結ぶ新しい運行系統仙石東北ラインの女川駅までの延伸が要望され、実現に向けて、宮城県は協力する姿勢を示した。2016年6月29日、一部列車を女川まで延長運転することが発表され、同年8月6日から運行を開始した。

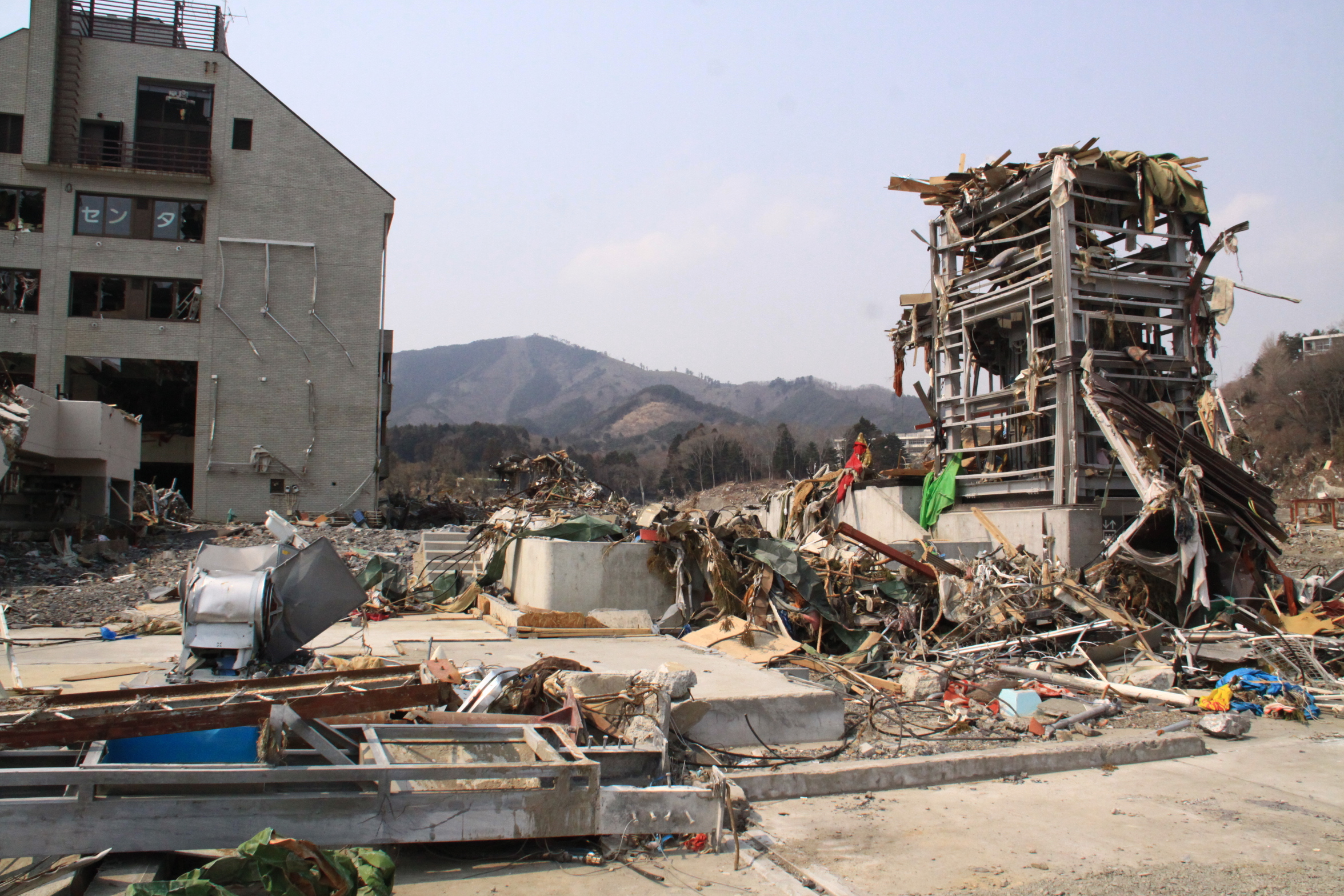
エレベーターシャフトとホームを除き消失した女川駅（2011年3月30日）
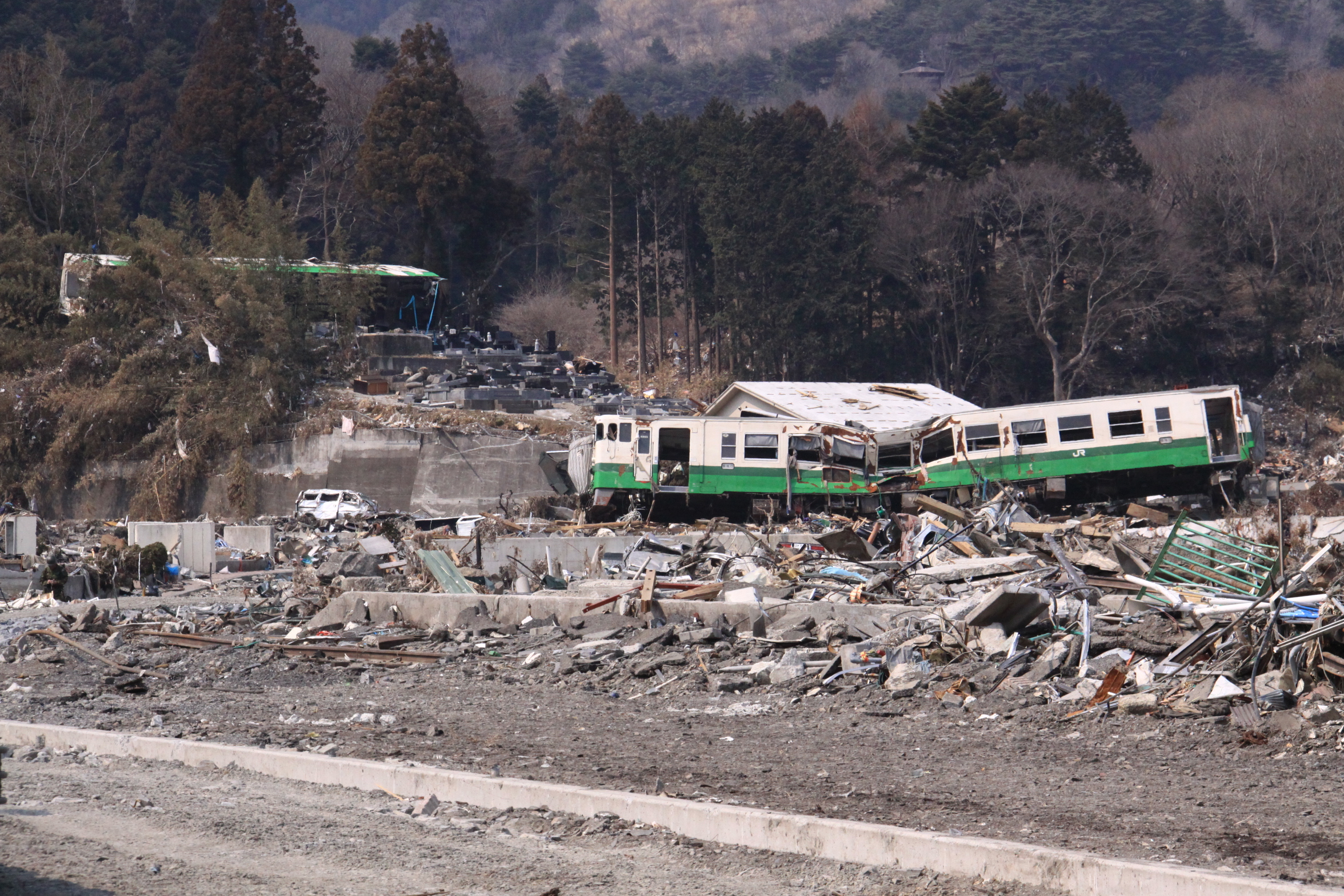
停車していた女川駅から山側に流された列車（2011年3月30日）
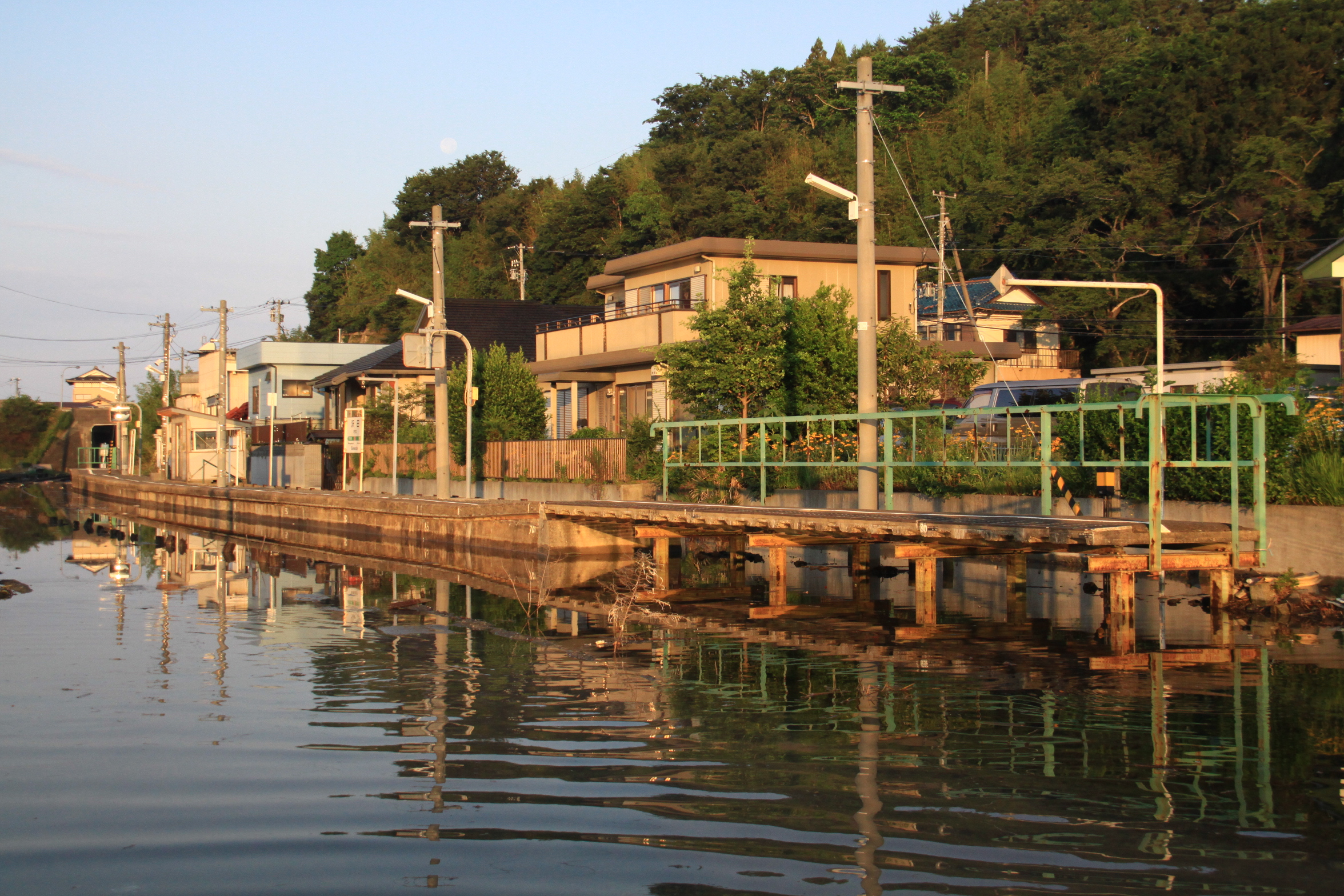
地盤沈下のため満潮時に冠水する沢田駅（2011年7月17日）

### 過去の仙石線直通運転構想
仙石線直通運転については、1992年（平成4年）に、通商産業省（現 経済産業省）資源エネルギー庁の委託で、東北産業活性化センター（現 東北活性化研究センター）の 電源地域振興指導事業（南三陸地域振興計画策定事業）として、当線の石巻駅 - 女川駅間の直流電化による仙石線の女川駅乗り入れの調査がなされたことがあった。
具体的な計画は以下の通りであった。
- 仙台駅 - 石巻駅間は快速列車として所要時間50分（平成4年当時）、女川駅 - 石巻駅間は所要時間27分（平成4年当時）から直流電化により所要時間を5分短縮した22分とすることで、仙石線と石巻線の乗り継ぎ時間が無くなることと合わせて、仙台駅 - 女川駅間を1時間10分程度の所要時間で結ぶことを想定。
- 石巻駅で当線の列車系統を完全分断し、当線の小牛田駅 - 女川駅間全線を走る列車を、仙石線経由の仙台駅 - 女川駅間と小牛田駅 - 石巻駅間の列車に変更する。
- 運転本数は、調査時に石巻駅 - 女川駅間を走っていた13往復を想定し、4両編成で運行する。
- 夏季のハイシーズンに合わせて、専用特急（シーガルエキスプレス）の導入や、快速列車運行時に指定席車両を増設することで観光列車の雰囲気を醸成する。

当線の電化による直通運転は実現しなかったものの、仙台駅 - 石巻駅間の所要時間の短縮と仙台駅 - 女川駅間の直通運転については、仙石東北ラインの整備により、当線非電化のままで実現している。

### 年表
- 1911年（明治44年）8月23日：仙北軽便鉄道（発起人荒井泰治）に対し鉄道鉄道免許状下付（小牛田 - 石巻間、登米 - 築館間）[37]。
- 1912年（大正元年）10月28日：仙北軽便鉄道 小牛田駅 - 石巻駅 (17.4 M=27.9 km) 間が開業（軌間762 mm）。涌谷、前谷地、佳景山、鹿又、石巻の各駅を設置[38]。
- 1914年（大正3年）6月2日 鉄道免許取消（登米 - 築館間）[39]。
- 1919年（大正8年）4月1日：小牛田駅 - 石巻駅間を買収し国有化。線路名称を仙北軽便線とする[40]。
- 1920年（大正9年）5月23日：小牛田駅 - 石巻駅間の軌間を762 mmから1067 mmに変更[41]。
- 1921年（大正10年）1月1日：石巻軽便線に改称[42]。
- 1922年（大正11年）9月2日：石巻線に改称[43]。
- 1934年（昭和9年）5月15日：小牛田駅 - 石巻駅間でガソリンカー運転開始[44]。
- 1939年（昭和14年）10月7日：石巻駅 - 女川駅 (17.0 km) 間が開業。陸前稲井、渡波、沢田、女川の各駅を設置。
- 1953年（昭和28年）：ディーゼルカーが運行開始。
- 1956年（昭和31年）
  - 2月12日：沢田駅 - 女川駅間に浦宿駅が開業[45]。
  - 4月5日：鹿又駅 - 石巻駅間に曽波神駅が開業[46]。
- 1957年（昭和32年）8月1日：小牛田駅 - 涌谷駅間に上涌谷駅が開業[47]。
- 1958年（昭和33年）8月11日：女川駅 - 女川港駅 (1.4 km) 間の貨物線が開業。（貨）女川港駅を設置。
- 1974年（昭和49年）3月24日：蒸気機関車（C11形）の運行終了、翌日から無煙化。以後、貨物列車や臨時客車列車等はDE10形ディーゼル機関車牽引に代わる。
- 1977年（昭和52年）
  - 10月1日：小牛田駅 - 前谷地駅間単線自動閉塞化。
  - 12月11日：陸羽線の部から東北線の部に変更。
- 1980年（昭和55年）8月1日：女川駅 - 女川港駅 (1.4 km) 間が廃止。渡波駅 - 女川駅間の貨物営業が廃止。（貨）女川港駅廃止。
- 1984年（昭和59年）1月15日：石巻駅 - 渡波駅間の貨物営業が廃止。
- 1987年（昭和62年）4月1日：国鉄分割民営化により東日本旅客鉄道株式会社（JR東日本）に移管。
- 1989年（平成元年）4月26日：渡波駅 - 沢田駅間に万石浦駅が開業。
- 1991年（平成3年）3月16日：一部の列車を除きワンマン運転を開始[48]。
- 2001年（平成13年）10月14日：天皇・皇后の宮城国体臨席に伴い、1号御料車編成によるお召し列車を仙台駅から東北本線・石巻線経由で気仙沼線 柳津駅へ運転（片道のみ）。DD51 842牽引（予備機：DD51 888）[49]
- 2011年（平成23年）
  - 3月11日：東北地方太平洋沖地震（東日本大震災）の発生により全線で不通。
  - 4月17日：小牛田駅 - 前谷地駅間が運転再開。
  - 5月19日：前谷地駅 - 石巻駅間が運転再開。
  - 12月1日：平日朝に石巻駅から仙台行直通快速が運行開始[26]。
- 2012年（平成24年）
  - 1月10日：平日夜に仙台駅から石巻行直通快速が運行開始[27]。
  - 3月17日：石巻駅 - 渡波駅間が運転再開。代行バス区間を渡波 - 女川間に変更[50]。仙台駅 - 石巻駅間の直通快速が毎日運行開始[28]。
  - 10月9日：貨物列車が運行再開。
- 2013年（平成25年）3月16日：渡波駅 - 浦宿駅間が運転再開。代行バス区間を浦宿 - 女川間に変更[51]。
- 2014年（平成26年）4月1日：全線が新設の仙台近郊区間となる。
- 2015年（平成27年）
  - 3月14日：運転再開に先立ち、浦宿駅 - 女川駅を改キロ (-0.2 km)[52]。
  - 3月21日：浦宿駅 - 女川駅間が運転再開[19][20]。
  - 5月29日：仙台駅 - 石巻駅間の直通快速とキハ40・48使用の列車がこの日を最後に運行終了[29]。
- 2016年（平成28年）8月6日：石巻駅 - 女川駅間に仙石東北ラインの列車1往復が乗り入れ開始[33][34]。
- 2019年（令和元年）10月12日：10月7日に小牛田 - 女川間全線開通80周年を迎えることを記念して、仙台駅 - 小牛田駅 - 女川駅間でキハ48形「みのり」を使用した記念列車を運行予定だったが[53]、台風19号の接近にともない、運行前日に運転取りやめとなる[54]。

## 運行形態
旅客列車は小牛田駅 - 石巻駅・女川駅間の運転が基本で、小牛田駅 - 前谷地駅間の区間運転列車や前谷地経由の気仙沼線柳津駅発着列車、小牛田経由の陸羽東線古川行きの列車も設定されている。ただし小牛田駅 - 女川駅間を直通運転する列車の中には石巻駅で10 - 30分間の長時間停車を行ったのち発車する列車もあり、全体の所要時間はばらつきが大きい。一部列車を除いてワンマン運転を実施している。
2016年8月6日からは、仙台駅 - 石巻駅間を東北本線・仙石線経由で結ぶ「仙石東北ライン」のうち上り始発列車と下り最終列車が当路線の石巻駅 - 女川駅間に乗り入れ、仙台駅 - 女川駅間を直通運転している。当路線内では仙石東北ライン直通列車も含めすべての旅客列車が各駅に停車する。
震災前は、仙台駅から当路線の小牛田駅 - 前谷地駅間を経由して気仙沼線に直通する快速「南三陸」も運転されていた（当路線内は上涌谷駅を通過）。また2001年頃まで小牛田駅 - 前谷地駅間で石巻線の列車と気仙沼線の列車を併結する運用も見られた。

### 直通快速
震災後は2015年5月29日まで仙石線の一部区間が不通となっており、2011年12月1日から東北本線小牛田駅経由で朝に石巻発仙台行き、2012年1月10日から夜に仙台発石巻行きの直通快速がそれぞれ1本運行されていた。いずれも途中無停車で、仙石線経由の定期券や乗車券が利用でき、仙台駅直通のため仙石線代替バス乗り継ぎよりも所要時間が30分程度短縮された。当初は臨時快速として平日のみの運転だったが、2012年3月17日のダイヤ改正で毎日運転の「直通快速」となった。2015年5月30日の仙石線全線運転再開および「仙石東北ライン」運行開始に伴い、前日の29日限りで運転を終了した。
2012年5月7日からは、概ね平日の年末年始等を除いた指定日に限り、朝の仙台発石巻行きと夜の石巻発仙台行きの小牛田駅経由の臨時直通快速も1本ずつ運転開始された（平日は既設の定期直通快速と合わせて1日2往復運転となった）。シーズンごとに運転が継続され、2015年5月29日まで運転された。使用車両は2012年5月7日から2013年3月15日までがキハ40系2両編成で、2013年3月18日から2015年5月29日まではキハ110系2両編成だった。

### 貨物列車
貨物列車は定期列車が月曜日6往復、火 - 金曜日8往復、土曜日7往復、休日6往復、他に臨時列車が2往復設定されている。すべてコンテナ列車で、積荷は紙がほとんどである。震災以後は運休していたが、2012年10月9日より運行を再開した。この列車は仙台貨物ターミナル駅から東北本線を経由して小牛田駅に向かいそこから石巻線を走行し、仙石線支線の石巻港駅へ向かう列車であり、東北本線区間では電気機関車EH500形とディーゼル機関車DE10形またはDD200形が連結して列車を牽引し、小牛田駅で前に連結されている電気機関車を切り離してディーゼル機関車で運行される。なお、東北本線区間での連結はあくまで機関車の付け替えの手間を軽減する目的であり、重連運転ではない。また貨車にはコキ100系などのコンテナ貨車、積載するコンテナは19D形、20D形が使用される。

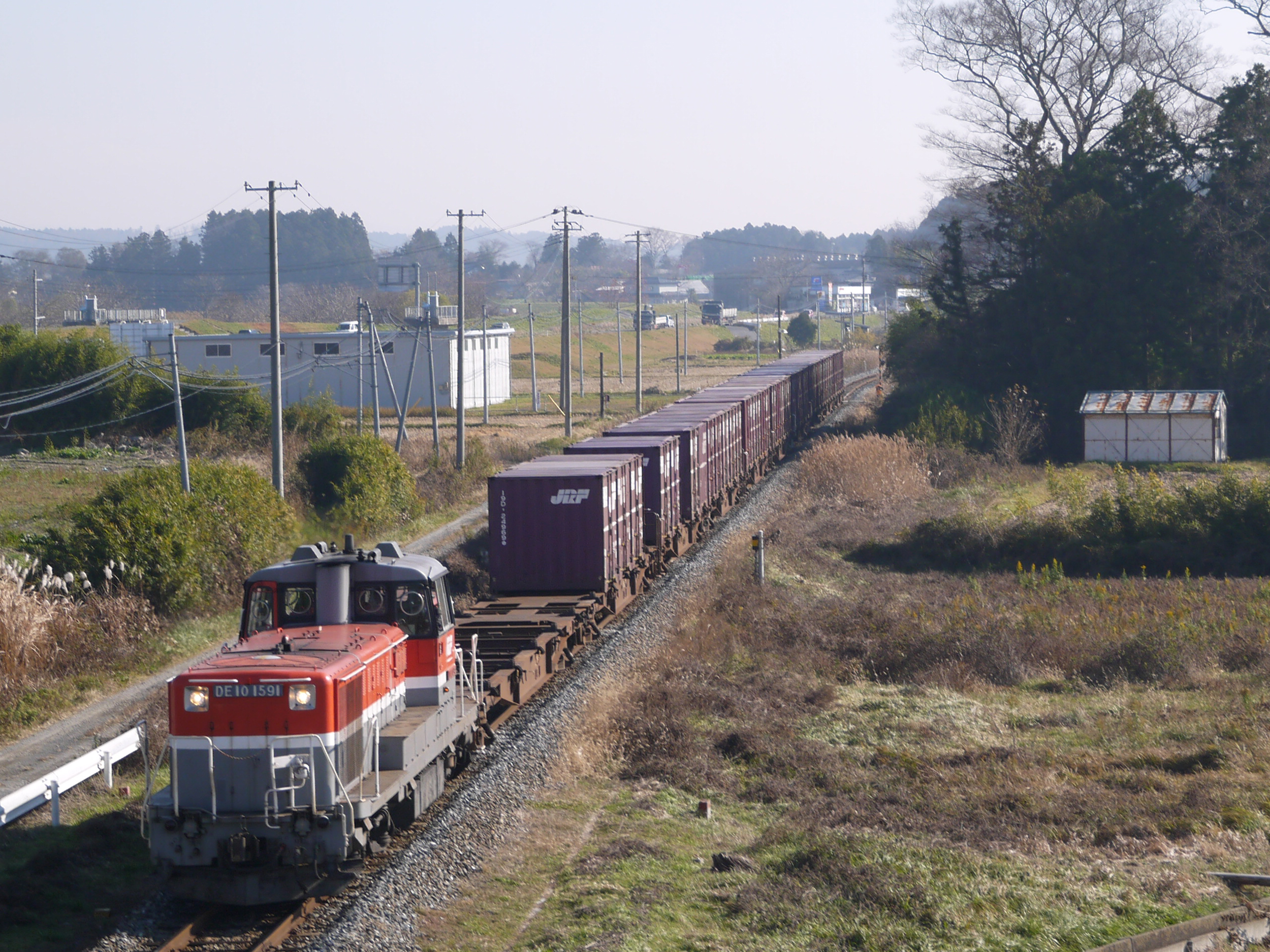
貨物列車（2014年11月 涌谷駅 - 前谷地駅間）

## 使用車両
以下の小牛田運輸区所属の気動車で運行されている。
- キハ110系 - 全区間で使用。
- HB-E210系 - 石巻 - 女川間で仙石東北ライン直通列車に使用。

### 過去の車両
キハ28・キハ58形気動車は快速「南三陸」のキハ110系への置き換えに伴い、2007年6月末で定期運用から撤退した。なお、撤退前は快速「南三陸」関連以外に石巻線内普通列車（非ワンマン運用）にも比較的多く充当されていた。
キハ40・48形気動車は石巻線運用のキハ110系への置き換えに伴い、2015年5月29日で定期運用から撤退した。2013年3月23日から2015年5月31日までの土曜・休日に一部の定期普通列車が、キハ48形に石ノ森章太郎作品のキャラクターのラッピングを施した「石巻線マンガッタンライナー」で運行されていた。
このほか、小牛田運輸区に在籍するジョイフルトレイン「こがね」が、臨時列車「こがねふかひれ号」として運転されていたが、車両の老朽化により2010年12月26日限りで運転を終了した。

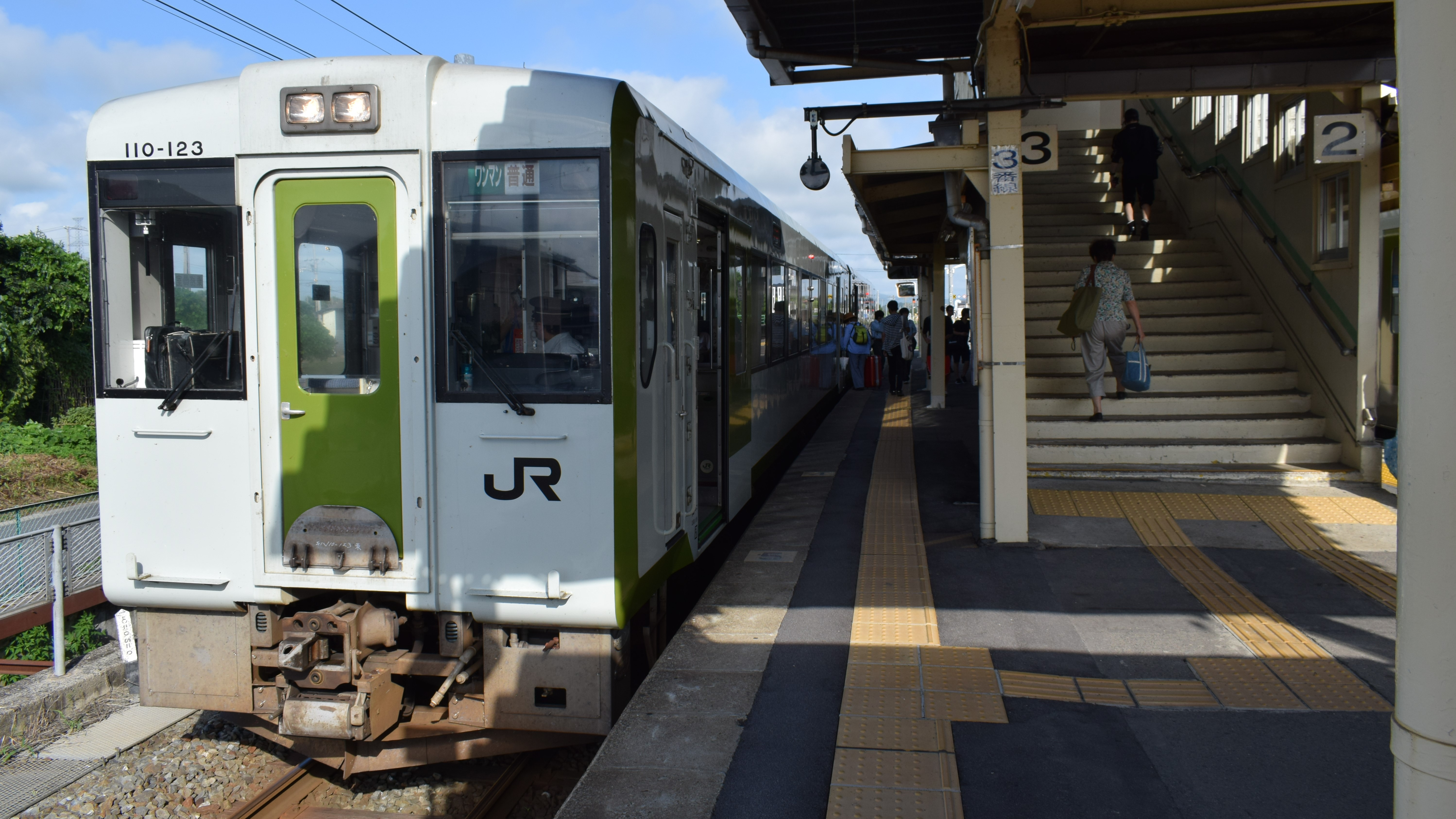
キハ110系（2018年7月31日 前谷地駅）
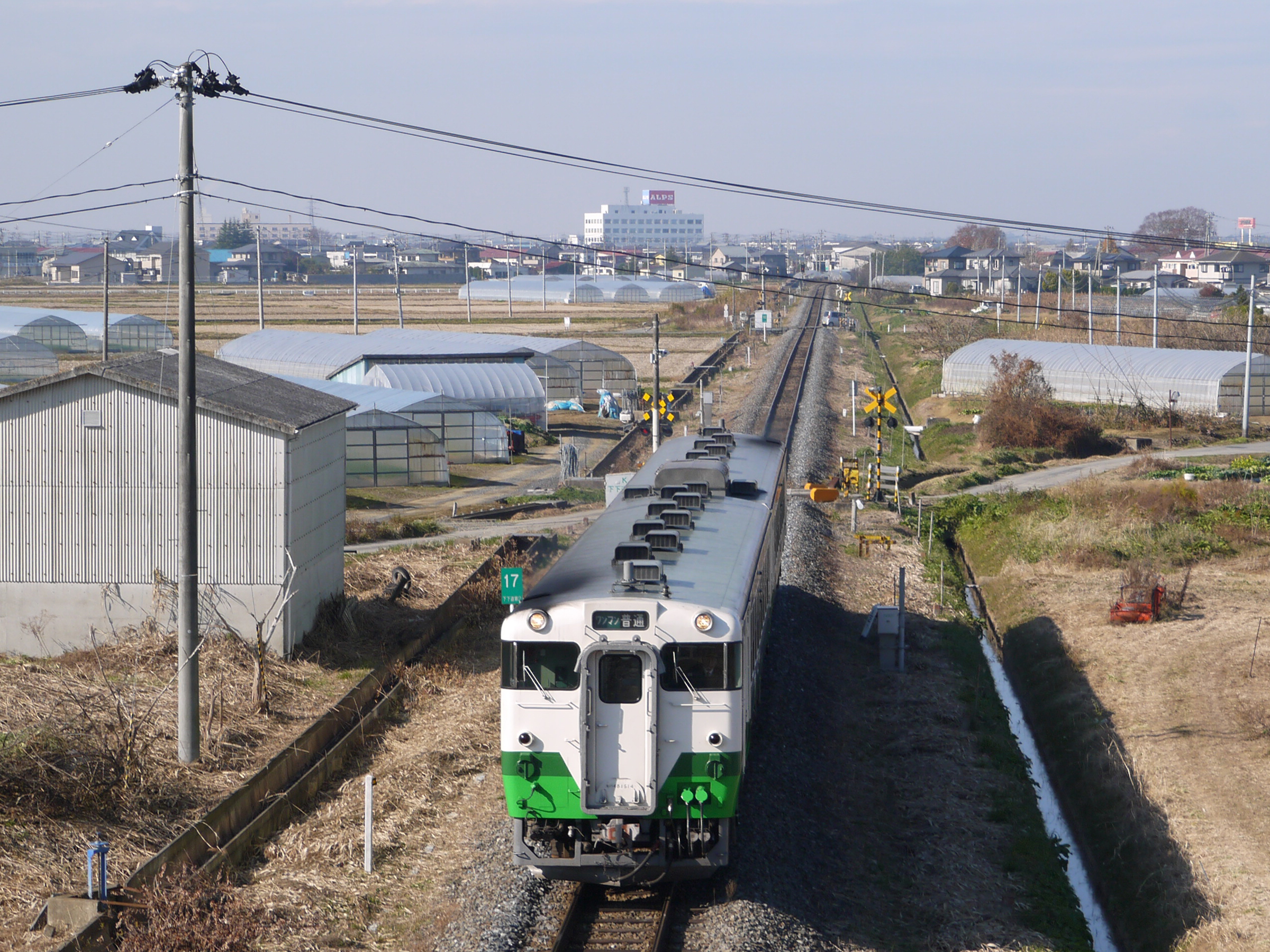
キハ48形（2014年11月 涌谷駅 - 前谷地駅間）
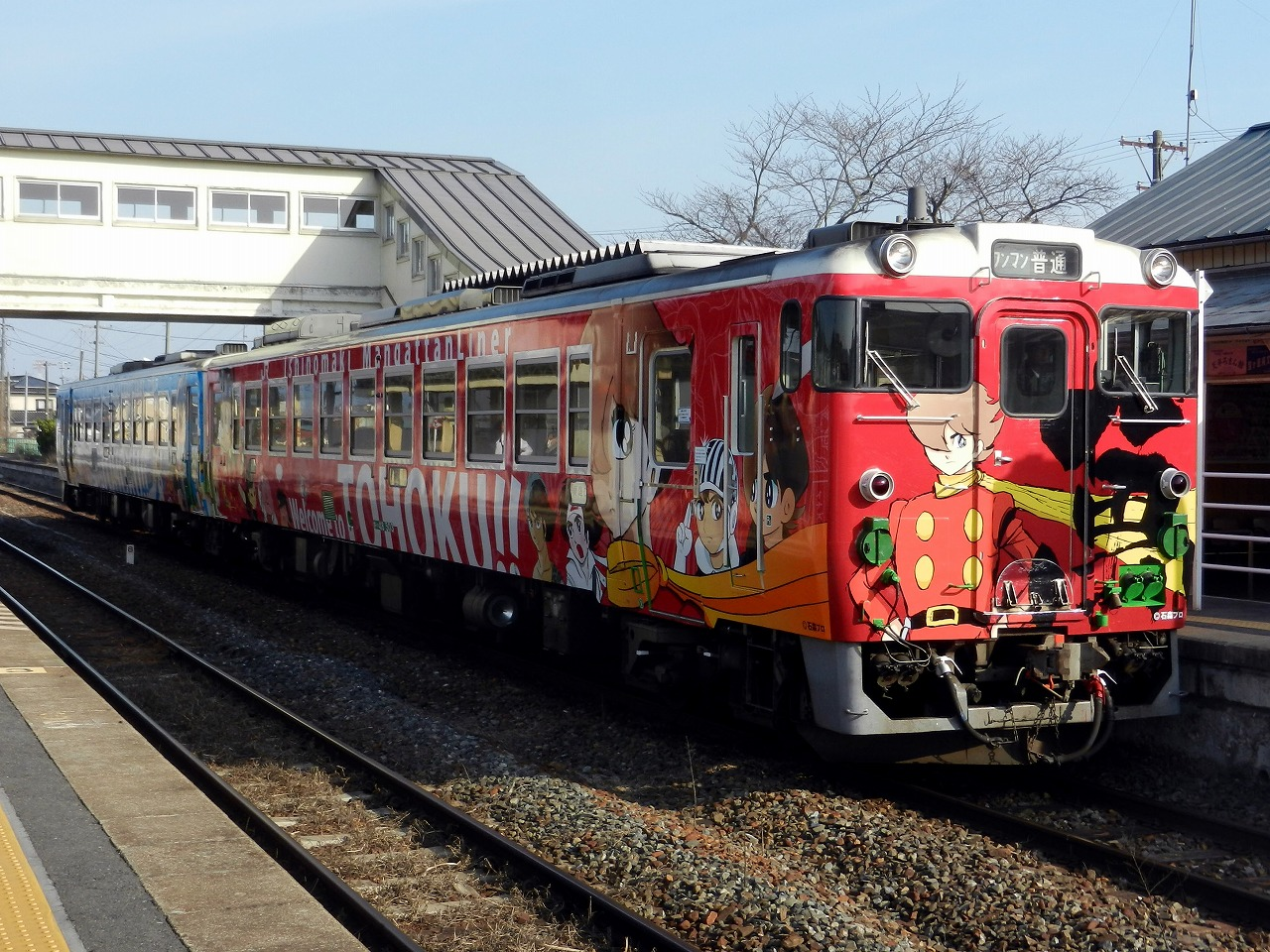
キハ48形「マンガッタンライナー」

## 沿線概況
石巻線は仙台平野の中北部を横断し、牡鹿半島の基部を抜けて太平洋に至る鉄道路線である。路線の起点の小牛田から途中の石巻までの沿線はおおむね田園風景が広がり、石巻から終点の女川までは北上山地の山々と水辺の風景が石巻線列車の車窓に広がる。
石巻線の起点の小牛田は東北本線や陸羽東線が交わる鉄道の十字路であり、東北新幹線が開業する以前は東北地方を縦断する特急列車や急行列車が停車する駅だった。小牛田には産神として信仰を集める山神社があり、これにあやかった山の神まんじゅうが駅で販売されて名物となった。小牛田を発した路線は東に進路をとり、上涌谷、涌谷と駅を辿る。涌谷は中世から続く城下町である。涌谷駅の北方に涌谷城の城跡があり、ここが公園として整備されている。この他に著名な名所としては黄金山神社がある。
涌谷からはしばらく江合川に沿うように線路は進み、トンネルを一つくぐると気仙沼線が分岐する前谷地である。前谷地から次の佳景山までは沿線に水田が広がる。線路の南部には、かつて江戸時代に灌漑のために作られた広淵沼があって、石巻線の前身に当たる仙北軽便鉄道が敷設された当時にもこの大きな沼は存在したが、大正末期から昭和始めにかけて干拓されて現在に至る水田地帯となった。
佳景山から鹿又、曽波神の間は旧北上川に沿うように線路が延び、沿線に建物が多く見られるようになると、まもなく仙石線と繋がる石巻に達する。石巻は中世期には戦国大名の葛西氏の領土であり、江戸時代には仙台藩の港町として栄えた。石巻市街地の南部に見晴らしのよい日和山があり、江戸時代には松尾芭蕉もここを訪れた。また、石巻はマンガを観光産業に位置づけていて、旧北上川に浮かぶ中瀬に石ノ森萬画館がある。また猫が多い島として知られる田代島や網地島への離島航路の発着地でもある。
石巻から旧北上川を橋梁で越えて東へ進むと陸前稲井に至る。ここは碑石や橋材として知られる井内石の産地である。陸前稲井から南へ向かってトンネルをくぐると漁港を有する町、渡波である。万石浦、沢田と駅が続き、ここから線路は万石浦の北岸をなぞるように浦宿に至る。万石浦は一部分が海に繋がっている大きな湖沼で、その名称は仙台藩2代藩主伊達忠宗が、もしここを干拓したら1万石になるだろうと言ったことに由来すると伝わっている。現在では、牡蠣や海苔の養殖がここで行われている。
浦宿から東へ進んでトンネルを抜けると終点の女川である。女川湾は天然の良港とされ、太平洋戦争中は日本海軍の小型艦艇が停泊していた。現在では女川漁港で多くの魚が水揚げされ、中でもサンマの水揚げ量は日本全国でも指折りである。また、離島の出島や金華山と航路で結ばれている。

## データ

### 路線データ
- 路線距離（営業キロ）：44.7 km
- 管轄（事業種別）
  - 東日本旅客鉄道（第一種鉄道事業者）：小牛田駅 - 女川駅間 44.7 km
  - 日本貨物鉄道（第二種鉄道事業者）：小牛田駅 - 石巻駅間 27.9 km
- 軌間：1,067 mm
- 駅数：14（起終点駅含む）
  - 石巻線所属駅に限定する場合、東北本線所属の小牛田駅[80]が除外され、13駅となる。
- 複線区間：なし（全線単線）
- 電化区間：なし（全線非電化）
- 閉塞方式：自動閉塞式（特殊）
- 保安装置：ATS-SN[2]
- 最高速度：85 km/h
- 運転指令所：小牛田CTC
  - 運転取扱駅（駅が信号を制御）：小牛田駅・石巻駅
- 大都市近郊区間：全線（仙台近郊区間）
- IC乗車カード対応駅：小牛田駅・石巻駅（Suica仙台エリア）

### 利用状況

#### 平均通過人員
各年度の平均通過人員（人/日）は以下のとおりである。
| 年度                   | 平均通過人員（人/日） | 出典   |
| 年度                   | 小牛田 - 女川         | 出典   |
| ---------------------- | --------------------- | ------ |
| 1987年度（昭和62年度） | 3,247                 | [ 81 ] |
| 2011年度（平成23年度） | 1,019                 | [ 81 ] |
| 2012年度（平成24年度） | 1,199                 | [ 81 ] |
| 2013年度（平成25年度） | 1,229                 | [ 81 ] |
| 2014年度（平成26年度） | 1,187                 | [ 81 ] |
| 2015年度（平成27年度） | 1,267                 | [ 81 ] |
| 2016年度（平成28年度） | 1,264                 | [ 82 ] |
| 2017年度（平成29年度） | 1,273                 | [ 82 ] |
| 2018年度（平成30年度） | 1,255                 | [ 82 ] |
| 2019年度（令和元年度） | 1,193                 | [ 83 ] |
| 2020年度（令和02年度） | 953                   | [ 83 ] |
| 2021年度（令和03年度） | 974                   | [ 83 ] |
| 2022年度（令和04年度） | 958                   | [ 83 ] |
| 2023年度（令和05年度） | 940                   | [ 84 ] |

#### 収支・営業係数
各年度の収支（運輸収入、営業費用）、営業係数、収支率は以下のとおりである。▲はマイナスを意味する。
なお、2019 - 2022年度（令和元 - 4年度）は2019年度（令和元年度）の平均通過人員が2,000人/日未満の線区が開示対象となっていたが、2023年度（令和5年度）は同年度の平均通過人員が2,000人/日未満の線区が開示対象となっている。
| 年度                   | 収支（百万円） | 収支（百万円） | 収支（百万円） | 営業 係数 （円） | 収支率 | 出典   |
| 年度                   | 運輸 収入      | 営業 費用      | 計             | 営業 係数 （円） | 収支率 | 出典   |
| ---------------------- | -------------- | -------------- | -------------- | ---------------- | ------ | ------ |
| 2019年度（令和元年度） | 176            | 1,484          | ▲1,307         | 840              | 11.9%  | [ 85 ] |
| 2020年度（令和02年度） | 125            | 1,388          | ▲1,263         | 1,108            | 9.0%   | [ 85 ] |
| 2021年度（令和03年度） | 128            | 1,248          | ▲1,120         | 971              | 10.3%  | [ 86 ] |
| 2022年度（令和04年度） | 131            | 1,247          | ▲1,116         | 951              | 10.5%  | [ 87 ] |
| 2023年度（令和05年度） | 131            | 1,285          | ▲1,153         | 978              | 10.2%  | [ 88 ] |

### 駅一覧
- 石巻線では、仙石東北ラインの列車も含め、全定期旅客列車がすべての駅に停車する。
- 区分：直…直営駅、委…業務委託駅、B・空欄…終日無人駅
  - 無印の終日無人駅を除き、JR東日本による乗車人員集計対象駅[89]（「B」はBRTのみ）
- 線路（全線単線） … ◇：列車交換可、｜：列車交換不可
  - ※：小牛田駅は、石巻線の客扱い用ホームは1面1線のみであるが、ホームのない副本線を用いた（おもに貨物）列車の交換は可能
- 全駅宮城県内に所在。

| 駅名       | 分類 | 営業キロ | 営業キロ | 接続路線                                             | 線路 | 所在地        | 所在地        | 所在地 |
| 駅名       | 分類 | 駅間     | 累計     | 接続路線                                             | 線路 | 所在地        | 所在地        | 所在地 |
| ---------- | ---- | -------- | -------- | ---------------------------------------------------- | ---- | ------------- | ------------- | ------ |
| 小牛田駅   | 直   | -        | 0.0      | 東日本旅客鉄道：■東北本線・■陸羽東線                 | ※    | 遠田郡        | 美里町        |        |
| 上涌谷駅   |      | 3.5      | 3.5      |                                                      | ｜   | 遠田郡        | 涌谷町        |        |
| 涌谷駅     |      | 2.7      | 6.2      |                                                      | ◇    | 遠田郡        | 涌谷町        |        |
| 前谷地駅   | B    | 6.6      | 12.8     | 東日本旅客鉄道：■気仙沼線                            | ◇    | 石巻市        | 石巻市        |        |
| 佳景山駅   |      | 4.3      | 17.1     |                                                      | ｜   | 石巻市        | 石巻市        |        |
| 鹿又駅     |      | 4.1      | 21.2     |                                                      | ◇    | 石巻市        | 石巻市        |        |
| 曽波神駅   |      | 2.5      | 23.7     |                                                      | ｜   | 石巻市        | 石巻市        |        |
| 石巻駅     | 直   | 4.2      | 27.9     | 東日本旅客鉄道：■仙石線・■仙石東北ライン（仙台方面） | ◇    | 石巻市        | 石巻市        |        |
| 陸前稲井駅 |      | 3.0      | 30.9     |                                                      | ｜   | 石巻市        | 石巻市        |        |
| 渡波駅     |      | 5.0      | 35.9     |                                                      | ◇    | 石巻市        | 石巻市        |        |
| 万石浦駅   |      | 1.1      | 37.0     |                                                      | ｜   | 石巻市        | 石巻市        |        |
| 沢田駅     |      | 1.3      | 38.3     |                                                      | ｜   | 石巻市        | 石巻市        |        |
| 浦宿駅     |      | 4.1      | 42.4     |                                                      | ｜   | 牡鹿郡 女川町 | 牡鹿郡 女川町 |        |
| 女川駅     | 委   | 2.3      | 44.7     |                                                      | ｜   | 牡鹿郡 女川町 | 牡鹿郡 女川町 |        |

### 廃止区間
貨物支線（1980年廃止）
女川駅 - （貨）女川港駅 (1.4 km)